# Poka-yoke
Poka-yoke (japanska: ポカヨケ) är ett system och metod för att undvika eller upptäcka misstag innan de sker. Det lanserades av den japanska kvalitetsingenjören Shigeo Shingo 1961 när han arbetade i Toyotas produktion. Ordet betyder ungefär "felsäkring" eller "misstagssäkring". Från början kallade han det baka-yoke, vilket ungefär betyder "idiotsäkring" men mildrades efter protester.
I sin enklaste form är det mekanisk nyckling, det vill säga att till exempel en hankontakt bara kan placeras på ett sätt i en honkontakt vilket säkrar att kontakternas poler alltid monteras på samma sätt. Systemet innebär all form av säkring för att upptäcka och omedelbart säkra att fel i exempelvis produktionen inte uppstår eller inte upptäcks. Det gäller inte bara montering utan även produktionens processer.
Benämningen används framförallt vid produktion av bilar, eftersom det var där den introducerades. Systemet används även i andra mer vardagliga sammanhang. Till exempel hängs lösa bommar upp före vägviadukter på samma höjd som viadukten. Föraren i ett för högt fordon hinner då uppfatta att fordonet är för högt, mer handgripligt än bara med en skylt som förkunnar höjden, och kan undvika att köra in i viadukten. Ett annat exempel är ljudsignalen som låter på en del bilar om halvlyset inte stängts av när bilen stannat och bildörren öppnas.